# ماتيو سالفيني
ماتيو سالفيني ((بالإيطالية: Matteo Salvini) النطق الإيطالي: [matˈtɛːo salˈviːni]؛ مواليد 9 مارس 1973) هو سياسي إيطالي عمل كنائب لرئيس وزراء إيطاليا ووزير الداخلية منذ 1 يونيو 2018 حتى 5 سبتمبر 2019. كما شغل منصب السكرتير الفيدرالي لرابطة الشمال منذ ديسمبر 2013. كان سالفيني سيناتور في مجلس الشيوخ الإيطالي منذ مارس 2018. عمل سابقًا كعضو في البرلمان الأوروبي (MEP) لدائرة شمال غرب إيطاليا من 2004 إلى 2018.
يعتبر سالفيني سياسيًا شكوكيا أوروبيا متشددًا، لديه وجهة نظر انتقادية صارخة للاتحاد الأوروبي، وخاصة اليورو. يعارض سالفيني الهجرة غير الشرعية إلى إيطاليا والاتحاد الأوروبي وكذلك إدارة الاتحاد الأوروبي لطالبي اللجوء. وهو يعتبر واحدا من القادة الرئيسيين للموجة الشعبوية التي هزت أوروبا خلال عقد 2010 وعضوا في الحركة القومية الجديدة، التي لديها أيديولوجية يمينية ضد العولمة، ومع الأهلانية والحمائية.
يطلق على سالفيني لقب «الكابتن» (Il Capitano) من قبل أنصاره. وقد وصفه العديد من المعلقين والصحف السياسية، مثل الجارديان، ونيويورك تايمز، و فاينانشيال تايمز، وذي إيكونومست، و هافينجتون بوست، بأنه «رجل قوي» (سلطوي أو دكتاتور) وأصبح حاليًا أقوى رجل في إيطاليا. وصفت الصحف البريطانية الجارديان وذي إندبندنت وجهات نظره السياسية بأنها تتبع اليمين المتطرف.

## نائب رئيس الوزراء ووزير الداخلية

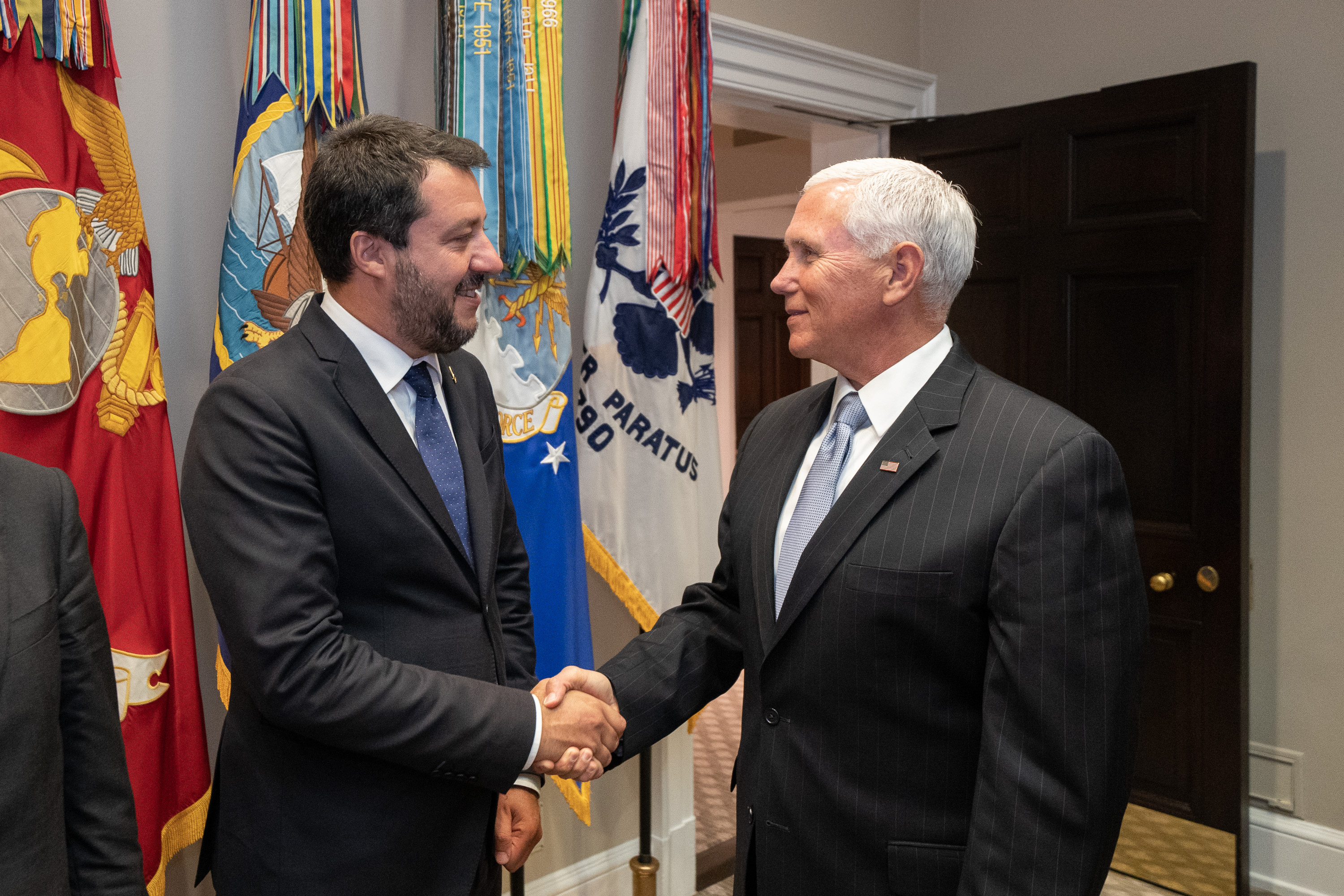
سالفيني مع نائب الرئيس الأمريكي مايك بينس، في عام 2019.

في 1 يونيو 2018، أدى ماتيو سالفيني اليمين كنائب لرئيس الوزراء ووزير الداخلية. صرح سالفيني على الفور أن هدفه الرئيسي التقليل بشكل كبير من عدد المهاجرين غير الشرعيين إلى إيطاليا. منذ بدايات عهده، لاحظت العديد من وسائل الإعلام أنه على الرغم من حداثة سلفيني في الائتلاف الحاكم، فقد وضع نفسه في دور أكثر هيمنة من كونتي ويبدو أنه أصبح يقرر الأجيندا الإيطالية. كما لاحظت وسائل الإعلام «دهاء سالفيني على وسائل التواصل الاجتماعية».
بعد أيام من أداء اليمين، تسبب وزير الداخلية الجديد في حادثة دبلوماسية مع تونس، حيث قال إن تونس لا ترسل إلى إيطاليا سوى المجرمين الذين يأتون إلى أوروبا بهدف وحيد هو ارتكاب الجرائم. عبرت الحكومة التونسية عن «دهشتها الشديدة إزاء تصريحات وزير الداخلية الإيطالي فيما يتعلق بالهجرة».
في 10 يونيو 2018، أعلن سالفيني إغلاق الموانئ الإيطالية، مشيرا إلى أن «الجميع في أوروبا يقومون بأعمالهم، والآن إيطاليا ترفع رأسها. دعونا نوقف الهجرة غير الشرعية.» تم رفض نزول السفينة Aquarius -التي تديرها منظمة أطباء بلا حدود بالاشتراك مع SOS Méditerranée وعلى متنها أكثر من 600 مهاجر- على الميناء من قبل السلطات الإيطالية على الرغم من أن السلطات الإيطالية طلبت منها أن تنقذ المهاجرين. طلبت السلطات الإيطالية من السفينة أن تطلب من مالطا توفير ميناء للنزول، لكن مالطا رفضت أيضًا. في اليوم التالي، وافق رئيس الوزراء الإسباني الجديد بيدرو سانشيز على استقبال سفينة المهاجرين المتنازع عليها.
في 16 يونيو 2018، قال ماتيو سالفيني: «يجب أن يعلم هؤلاء الأشخاص أن إيطاليا لم تعد ترغب في أن تكون جزءًا من هذه الهجرات السرية، وعليهم البحث عن موانئ أخرى للذهاب إليها»، «كوزير وكأب، أنا أتخذ هذا الإجراء لصالح الجميع». في 18 يونيو 2018، أعلن سالفيني أن الحكومة ستجري تعدادًا للأشخاص من طائفة "الروما" في إيطاليا بغرض ترحيل جميع الذين ليسوا في البلاد بشكل قانوني. تم انتقاد هذا الإجراء باعتباره غير دستوري وعارضته جميع أحزاب المعارضة وأيضًا بعض أعضاء M5S.
في 24 سبتمبر 2018، وافق مجلس الوزراء على ما يسمى «مرسوم سالفيني»، الذي تضمن سلسلة من التدابير المتشددة التي جعلت الحكومة الإيطالية تلغي الوسائل الرئيسية لحماية المهاجرين وتسهل ترحيلهم. سيوقف المرسوم أيضًا عملية تقديم طلبات اللجوء لأولئك الذين يعتبرون «خطرين اجتماعيًا» أو الذين أدينوا بارتكاب جريمة.
في 12 يونيو 2019، التقطت سفينة Sea Watch 3 ثلاثة وخمسين مهاجرًا في البحر المتوسط قبالة الساحل الليبي. رفضت Sea Watch 3 عرضًا بالرسو في طرابلس، والتي تعتبر غير آمنة من قبل المنظمات الإنسانية، واتجهت نحو لامبيدوسا. وفقًا لتقرير صادر عن زوددويتشه تسايتونج والمنظمات غير الحكومية، كان هذا أقرب ميناء آمن وفقا لجميع القوانين البحرية. في 14 يونيو، أغلقت إيطاليا موانئها أمام سفن الإنقاذ. رفض سالفيني السماح للسفينة بالرسو حتى توافق دول أوروبية أخرى على أخذ المهاجرين. تم السماح لعشرة من المهاجرين بمن فيهم الأطفال والنساء الحوامل والمرضى بالنزول. في 29 يونيو، من دون إذن، قررت قبطان السفينة كارولا راكيت أن ترسو. كان الدافع وراء ذلك هو أن الركاب قد أرهقوا بشدة حسب رأيها. تم اعتقال راكيت من قبل السلطات الإيطالية، واتهم ماتيو سالفيني راكيتي بمحاولة إغراق قارب دورية إيطالي كان يحاول اعتراضها، ووصف الحادث بأنه «عمل حربي» وطالب الحكومة الهولندية بالتدخل. ومع ذلك، في 2 يوليو، تم إطلاق سراح راكيت من الإقامة الجبرية بعد صدور حكم من المحكمة بأنها لم تنتهك أي قوانين وتصرفت لحماية سلامة الركاب.
في أغسطس 2019، أعلن سالفيني اقتراحًا بحجب الثقة عن رئيس الوزراء كونتي، بعد تصاعد التوترات داخل الأغلبية. رأى العديد من المحللين السياسيين أن اقتراح حجب الثقة هو رغبة من سالفيني في الدعوة لإجراء انتخابات مبكرة ليصبح هو رئيس وزراء إيطاليا القادم. في 20 أغسطس، بعد النقاش البرلماني الذي اتهم فيه كونتي بقسوة سالفيني بكونه انتهازيًا سياسيًا «أثار الأزمة السياسية فقط لخدمة مصلحته الشخصية»، قدم رئيس الوزراء استقالته من منصبه للرئيس ماتاريلا.

## الآراء السياسية

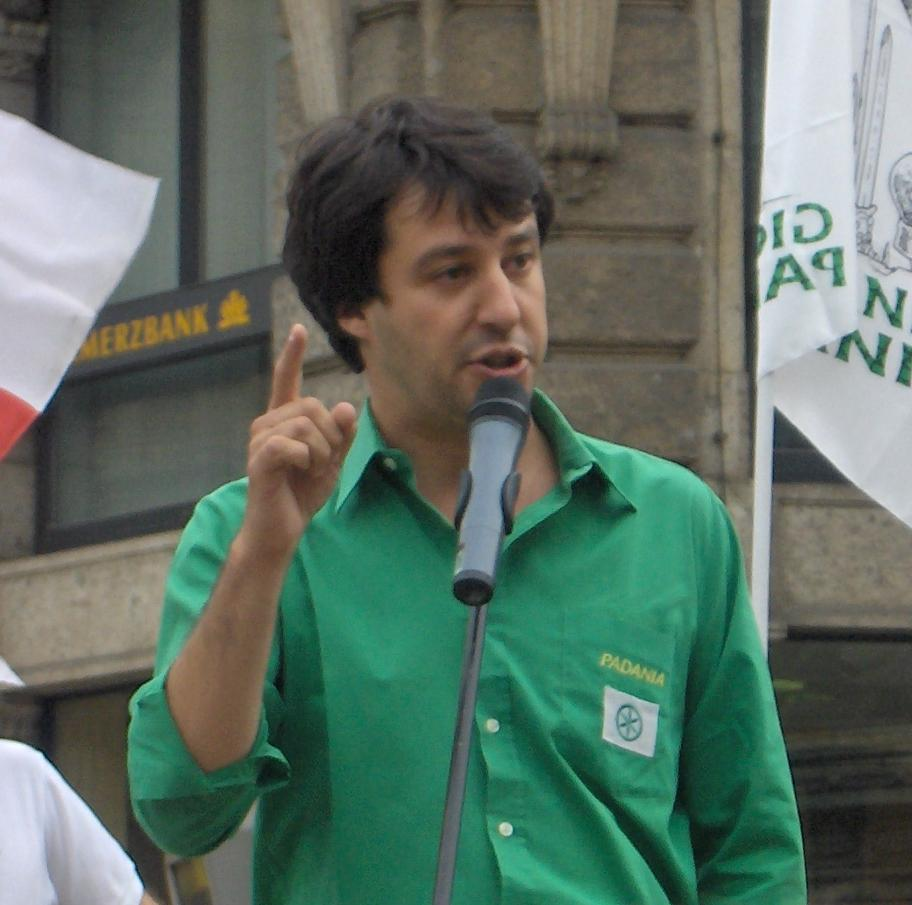
سالفيني عام 2006

تم وصف سالفيني بأنه شكوكي أوروبي، وهو يحمل وجهة نظر انتقادية صارخة للاتحاد الأوروبي، وخاصة اليورو، والذي وصفه ذات مرة بأنه «جريمة ضد الإنسانية». يعارض سالفيني أيضًا الهجرة غير الشرعية إلى إيطاليا والاتحاد الأوروبي وإدارة الاتحاد الأوروبي لطالبي اللجوء. في سبتمبر 2018، قال: «لقد تم انتخابي من قبل المواطنين لمساعدة شبابنا على البدء في إنجاب الأطفال كما كانوا يفعلون قبل بضع سنوات، وليس لأخذ أفضل الشباب الأفريقي ليحلوا محل الأوروبيين الذين أصبحوا لا ينجبون أطفال». تم وصف آرائه السياسية على أنها تتبع اليمين المتطرف، ويتبنى سياسات مثل جمع بيانات تعدادية عن (وطرد) أفراد مجتمع الروما الذين يعيشون بشكل غير قانوني في إيطاليا. في 15 أغسطس 2016، أعلن أنه من الضروري «تنظيف المدن من المهاجرين» و«مد يد العون للشرطة». بالإضافة إلى ردود أفعال القوى السياسية الأخرى، أثارت هذه التصريحات أيضًا احتجاجات من قبل الشرطة.
فيما يتعلق بالقضايا الاقتصادية، فهو يدعم فرض ضريبة ثابتة وخفض الضرائب والفدرالية المالية والحمائية وإلى حد ما الإصلاح الزراعي.[بحاجة لمصدر]
فيما يتعلق بالقضايا الاجتماعية، يعارض سالفيني زواج المثليين، بينما يدعم القيم العائلية وتقنين بيوت الدعارة. وهو يدعم قوانين أسلحة أكثر انفتاحا وعمل على دفع هذه القضية كوزير للداخلية.

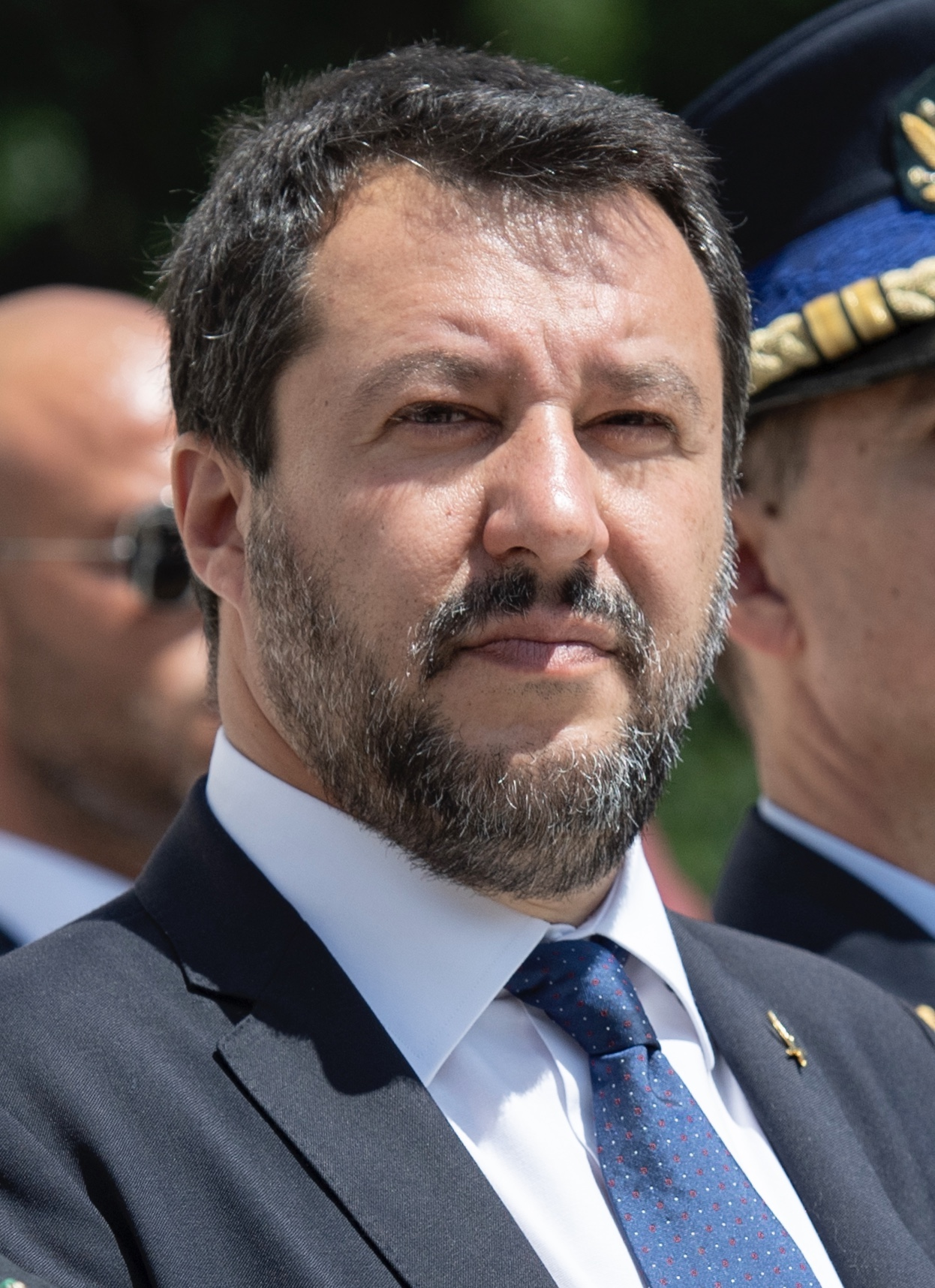
ماتيو سالفيني في عام 2019.

في السياسة الخارجية عارض انضمام تركيا إلى الاتحاد الأوروبي، انتقد المملكة العربية السعودية في مجال حقوق المرأة، عارض الحظر الدولي المفروض على روسيا عام 2014، أيد الاعتراف بالقدس باعتبارها عاصمة إسرائيل، ودعم الانفتاح الاقتصادي لأوروبا الشرقية وبلدان في آسيا مثل الهند والصين وكوريا الشمالية. واتهم سالفيني فرنسا «بسرقة الثروات» من المستعمرات الأفريقية السابقة وتوليد هجرات جماعية إلى أوروبا. وقال أيضًا: «في ليبيا، لا مصلحة لفرنسا في استقرار الوضع لأن لها مصالح نفطية معارضة لمصالح إيطاليا». في أعقاب قضية MV Enrica Lexie، دعا سالفيني إلى طرد السفير الهندي في إيطاليا وعملية عسكرية لاستخراج الجنديين الإيطاليين المحتجزين الذين اتهمتهم الهند بإطلاق النار. وانتقد سالفيني قوانين التطعيم الإجباري.
ساند سالفيني الحصار الذي قادته السعودية على قطر 2017–18 قبل تولي منصبه على أساس أن قطر تمول الإرهاب. بعد أن أصبح نائبًا لرئيس مجلس الوزراء، أشاد أيضًا بالمملكة العربية السعودية باعتبارها «عنصرًا للاستقرار والموثوقية في العلاقات الثنائية وكعنصر فاعل في الشرق الأوسط بشكل أكثر عمومية»، وتعهد بتوسيع العلاقات الأمنية والاقتصادية والتجارية والثقافية مع المملكة. ومع ذلك، فقد عكس موقفه لاحقًا، مشيدًا بقطر «بسبب توازنها» بدلاً من «تطرف» المملكة العربية السعودية  وشجع الاستثمار القطري في إيطاليا، بينما عارض مقترحات الاستثمار السعودية في إيطاليا وأدان القرار باستضافة نهائي كأس السوبر الإيطالي في المملكة العربية السعودية واعتبره «مثيرا للاشمئزاز».
انتقد سالفيني السياسة الإيرانية تجاه إسرائيل، وعبر عن شكوكه تجاه الصفقة النووية الإيرانية. ومع ذلك، فهو يفضل الحوار على فرض عقوبات جديدة. يعتبر حزب الله منظمة إرهابية، وهو ما يتعارض مع الموقف الرسمي للحكومة الإيطالية.
كما أيد سالفيني المرشح الجمهوري في انتخابات الرئاسة الأمريكية لعام 2016، دونالد ترامب، الذي التقى به في أبريل 2016 في فيلادلفيا. وشبهت وكالات أنباء متعددة وجهات نظره بآراء ترامب. في سبتمبر 2018، تعهد سالفيني بدعمه لـ«الحركة»، وهي مجموعة شعبوية أوروبية أسسها ستيف بانون كبير الاستراتيجيين السابقين لترامب.
في سبتمبر 2018، أيد سالفيني المرشح القومي المحافظ جايير بولسونارو في الانتخابات الرئاسية البرازيلية في ذلك العام.

## الحياة الشخصية
في عام 2001، تزوج ماتيو سالفيني من فابريزيا إيلوزي، وهي صحافية عملت في محطة إذاعية خاصة، وأنجب منها طفلًا واحدًا اسمه فيدريكو في عام 2003. بعد طلاقه أنجب ابنة، ميرتا، من شريكته جوليا مارتينيلي في عام 2012. أصبح في وقت لاحق مخطوبًا لإليسا إيزواردي، وهي مذيعة تلفزيونية شهيرة. بعد علاقة استمرت ما يقرب من ثلاث سنوات، أعلنت إيزواردي عن انفصالهما في نوفمبر 2018 عبر موقع إنستجرام. اعتبارًا من مارس 2019، سالفيني مخطوب لفرانشيسكا فيرديني، ابنة السياسي دينيس فيرديني.
سالفيني مشجع متعصب لإيه سي ميلان.

## وصلات خارجية
- ماتيو سالفيني على موقع IMDb (الإنجليزية)
- ماتيو سالفيني على موقع مونزينجر (الألمانية)
- ماتيو سالفيني على موقع ديسكوغز (الإنجليزية)
- صفحة سالفيني من الموقع الرسمي للبرلمان الأوروبي